# キオンガ・トライアングル

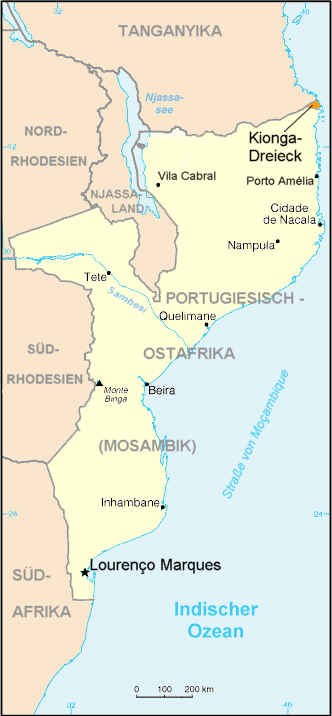
モザンビークから見たキオンガ・トライアングル（Kionga-Dreieck）の位置

キオンガ・トライアングル（ドイツ語: Kionga-Dreieck、ポルトガル語: Triângulo de Quionga）とは、ルブマ川の河口に位置するドイツ領東アフリカ領であった小さな地域である。

## 概要
ルブマ川はドイツ植民地とポルトガル領モザンビークとの国境として機能し、キオンガ・トライアングルはルブマ川以南のドイツ領東アフリカであった唯一の地域だった。主要な入植地はキオンガで、1910年の時点での人口は4,000人であった。この地域は1894年にドイツの領土となったが、第一次世界大戦中の1916年4月にポルトガル占領下となった。戦後のヴェルサイユ条約では、ルブマ川がイギリス統治下にあったタンガニーカ委任統治領とポルトガル領モザンビークの国境であることが再確認され、この三角地帯は条約によってポルトガルに与えられた唯一の領土であった。
現在、かつてのキオンガ・トライアングルはモザンビークのカボ・デルガード州の一部となっている。